# Adelheid von Helfenstein
Adelheid von Helfenstein OCist (* 14. Jahrhundert; † nach 1413) war eine deutsche Zisterzienserin und Äbtissin des Zisterzienser-Klosters Lichtenthal aus dem schwäbischen Adelsgeschlecht Helfenstein. Ihre Amtszeit wird für den Zeitraum von 1407 bis 1413 angenommen.

## Leben
Nach dem alten Äbtissinnenverzeichnis (AV) des Lichtenthaler Archivs war Adelheid von Helfenstein zwischen 1413/23 und 1447 Äbtissin in Lichtenthal. Dem gegenüber nimmt das neuere Äbtissinnenverzeichnis, basierend auf Urkunden und weiteren Belegen, eine Amtszeit zwischen 1407 und 1413 an. Adelheid von Helfenstein hatte mit Symon (Sigismund) von Lichtenberg († 1380) zwei Töchter, Agnes von Lichtenberg und Mechtild von Lichtenberg. Beide Schwestern werden in einer Urkunde vom 18. Dezember 1390 als Konventualinnen des Klosters Lichtenthal erwähnt. Da die beiden Schwestern (Mechtild ab 1413) und (Agnes ab 1428/29) ebenfalls Äbtissinnen in Lichtenthal wurden, geht man möglicherweise davon aus, dass Adelheid von Helfenstein 1390 als Witwe gemeinsam mit ihren Töchtern in das Kloster eintrat. Da 1407/1413 keine weitere Äbtissin dokumentiert ist, wird diese Zeit als mögliche Regierungszeit von Äbtissin Adelheid angesehen.